# Cinnamomum rhynchophyllum
Cinnamomum rhynchophyllum är en lagerväxtart som beskrevs av Friedrich Anton Wilhelm Miquel. Cinnamomum rhynchophyllum ingår i släktet Cinnamomum och familjen lagerväxter. Inga underarter finns listade i Catalogue of Life.